# Ei van Columbus

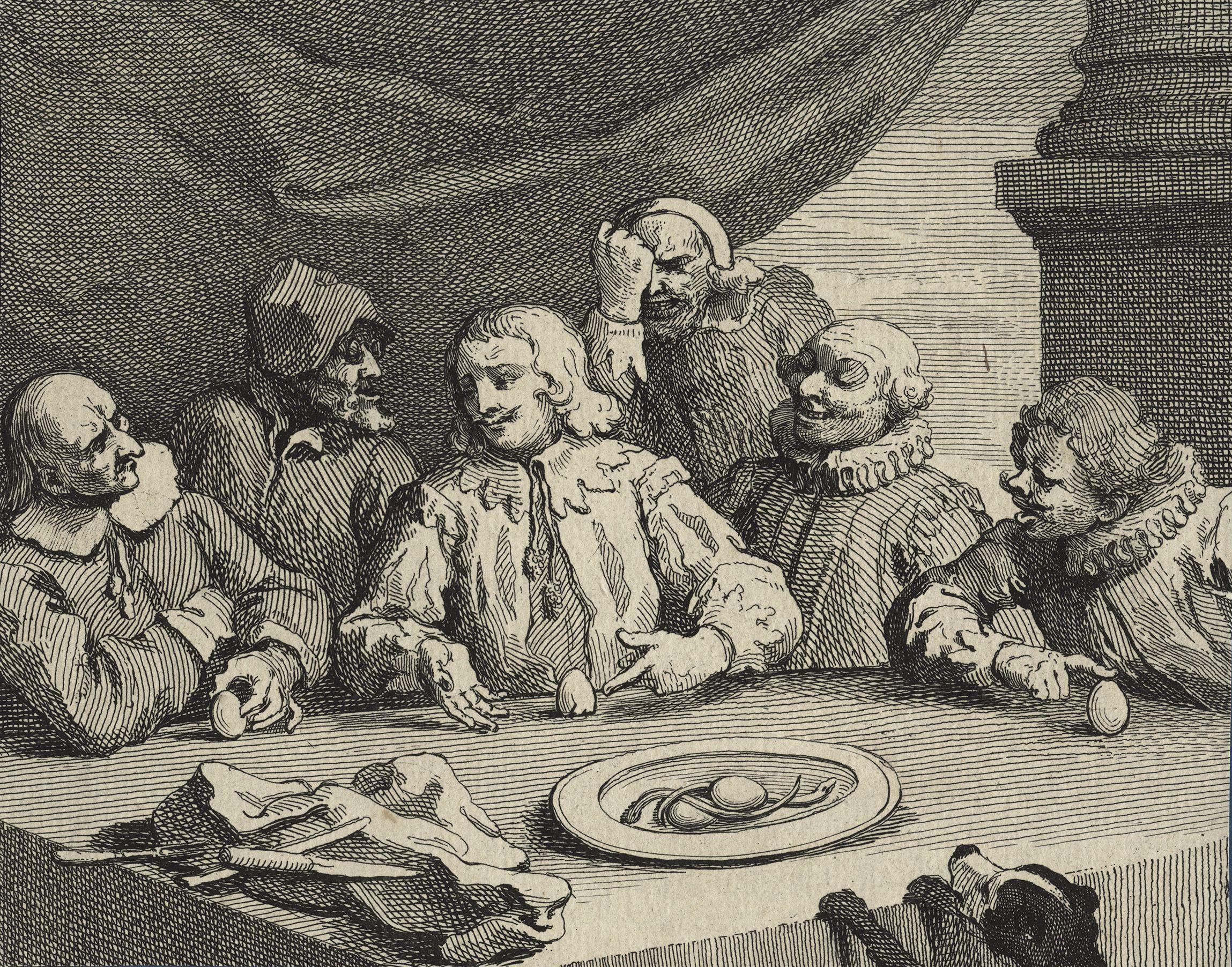
Het ei van Columbus, door William Hogarth (1752)

Het ei van Columbus is een uitdrukking waarmee men een simpele oplossing voor een moeilijke opgave bedoelt.

## Benzoni en Columbus
De anekdote over het ei van Columbus werd voor het eerst opgeschreven in 1565 door de Italiaanse historicus Girolamo Benzoni in zijn boek Historia del Nuevo Mundo (Geschiedenis van de Nieuwe Wereld):
Christoffel Columbus werd na zijn terugkeer uit Amerika (waarvan men toen nog aannam dat het Indië was) bij een diner bij kardinaal Mendoza in 1493 door Spaanse edellieden voorgehouden dat het niet zo moeilijk was geweest om Indië te ontdekken, andere kundige mensen hadden dat ook wel gekund. Columbus antwoordde niet direct, maar vroeg om een ei en wedde met de aanwezigen dat het hen niet zou lukken het ei zonder enige hulp rechtop te laten staan. Ze probeerden het allemaal zonder succes. Columbus pakte toen het ei en maakte één kant plat door het op tafel te tikken. Het ei bleef nu rechtop staan. De aanwezigen begrepen wat Columbus bedoelde: als iemand eenmaal heeft laten zien hoe iets gedaan moet worden, weet iedereen hoe het moet.
Benzoni's anekdote is waarschijnlijk niet waar. Hetzelfde verhaal wordt ook toegeschreven aan Filippo Brunelleschi, de bouwmeester van de koepel van de Dom van Florence. Giorgio Vasari beschrijft hoe Brunelleschi eenzelfde truc uithaalt, om de opdracht om de koepel te mogen ontwerpen binnen te krijgen. Dit schreef Vasari overigens vóór Benzoni het verhaal van Columbus geschreven had.

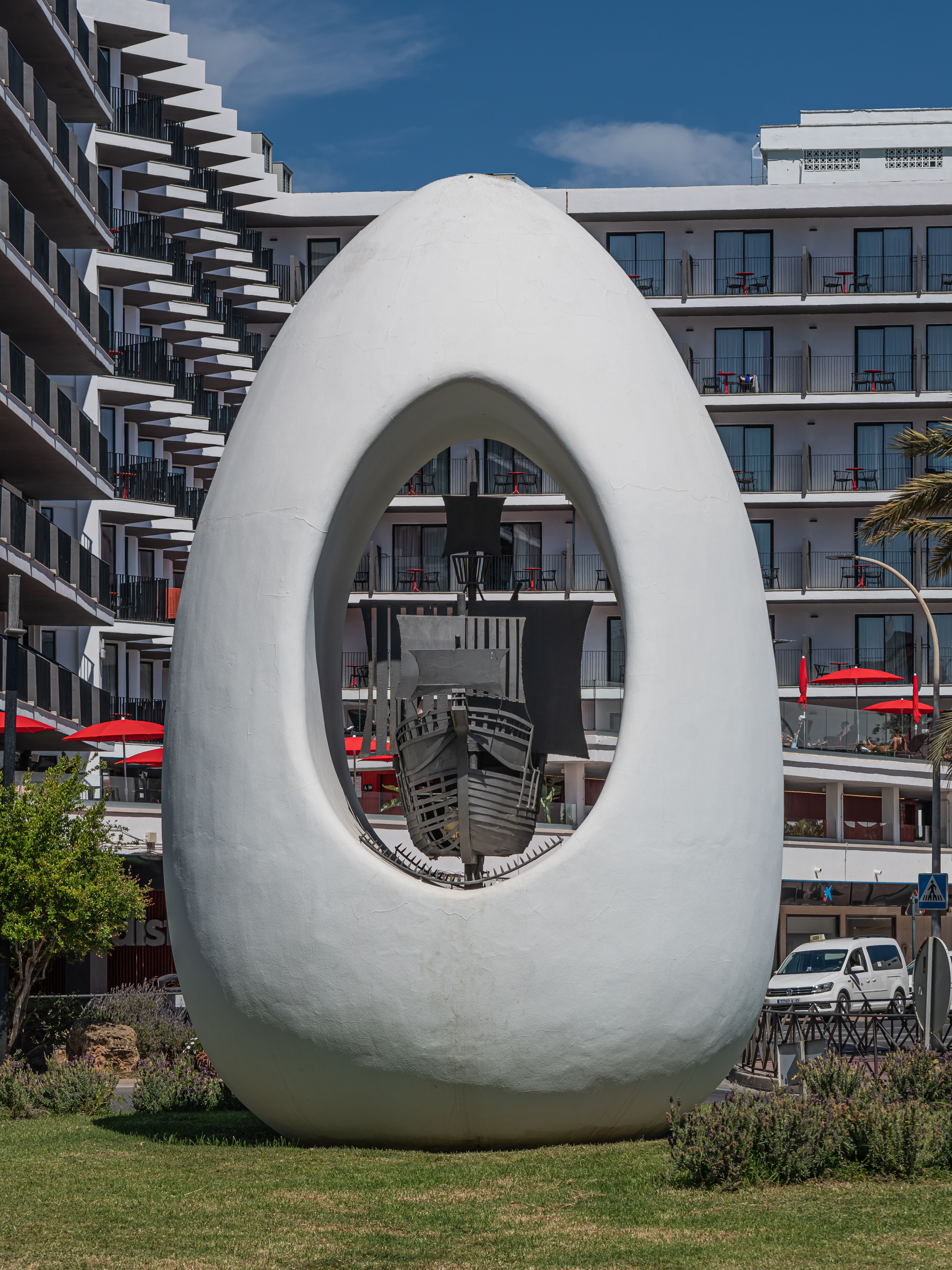
Het monument te Sant Antoni de Portmany, gewijd aan het ei van Columbus

## Standbeeld
- In het stadje Sant Antoni de Portmany op Ibiza is er een standbeeld gewijd aan het ei van Columbus.
- Ook in Sevilla staat een groot standbeeld van Columbus in een heel groot ei.

## Vernoemd
- Tesla's ei van Columbus: op de Wereldtentoonstelling van 1893 in Chicago demonstreerde Tesla het principe van de inductiemotor met een stalen ei, dat ronddraaide met de frequentie van het elektromagnetische veld. Bij hogere frequenties richtte het ei zich op en draaide stabiel op zijn punt.

## Alternatieve manier
De anekdote van Columbus suggereert dat het onmogelijk is om een ei zonder aanpassingen op zijn punt te zetten op een gladde ondergrond. Veel kippeneieren kan men echter stabiel op de punt zetten zonder het ei geweld aan te doen, dankzij de natuurlijke oneffenheden van de schaal. Iedereen kan dat thuis nagaan.